# Dele Shekoni
Ayodele "Dele" Laiwola Shekoni, född 12 april 1966 i Järfälla norra kyrkobokföringsdistrikt, Stockholms län, svensk kompositör. Han är bror till sångerskan Kayode Shekoni.